# Coppa Intertoto
La Coppa Intertoto, nota anche come Coppa Internazionale di Calcio o, colloquialmente, Coppa d'Estate, è stata una competizione calcistica istituita nel 1967 per proseguire la storia della Coppa Rappan, nata per iniziativa dell'austriaco Karl Rappan, dello svizzero Ernst Thommen e dello svedese Eric Persson nel 1961 e durata fino al 1967. Dal 1995 è stata sostituita dalla Coppa Intertoto UEFA, durata fino al 2008.

## Storia
La Coppa Intertoto nasce da un'idea di Eric Persson (presidente del Malmö FF), di Ernst Thommen (membro della FIFA) e di Karl Rappan (allenatore della nazionale svizzera). La "Cup for the Cupless" (Coppa per i Senzacoppa) era anche organizzata dal quotidiano svizzero Sport. Il nome deriva da Toto, il termine tedesco per indicare le scommesse sportive.
Thommen, che aveva creato un pool di scommesse sportive in Svizzera, aveva un grande interesse per le partite internazionali durante la pausa estiva. Inizialmente l'UEFA non era favorevole, non vedendo di buon occhio il suo sistema di scommesse, tuttavia ha permesso lo svolgersi del torneo pur non esponendosi ufficialmente. Le squadre impegnate nella Coppa dei Campioni e nella Coppa delle Coppe non potevano partecipare alla Coppa Intertoto.
Nelle edizioni del 1967, 1968 e 1970 le squadre erano divise in zone geografiche (Europa occidentale ed Europa orientale), mentre nel maggio 1978 fu disputata un'edizione speciale per permettere l'attività alle squadre dei campionati conclusi anzitempo in vista dei mondiali d'Argentina, infatti vide una numerosa partecipazione di compagini dalla Francia e dall'Italia. Nel periodo 1967-1994 vi fu una partecipazione massiccia da parte dell'Europa centrale ed orientale. L'Italia vanta due partecipazioni, la Spagna e la Turchia una. Paesi come Albania, Cipro, Finlandia, Irlanda, Islanda, Lussemburgo, Malta, Regno Unito ed URSS non vi presero mai parte.
Nel 1995 la UEFA assunse il controllo della manifestazione, trasformandola in un torneo d'accesso alla Coppa UEFA e rinominandola Coppa Intertoto UEFA.

## Formula
Nelle edizioni dal 1967 al 1992 le partecipanti (il numero era variabile) sono sempre state divise in gironi andata-ritorno da 4 squadre ciascuno, eccetto nel 1968 con alcuni gironi da tre. Nelle ultime due edizioni (1993 e 1994) le 40 partecipanti vennero divise in 8 gironi sola andata da cinque squadre ciascuno. 
Le prime classificate dei singoli gironi venivano tutte dichiarate vincitrici a pari merito.

## Albo d'oro
|             | 1                   | 2                   | 3                      | 4                      | 5                 | 6                      | 7                  | 8                    | 9                 | 10              | 11                 | 12                 | 13                     | 14             |
| ----------- | ------------------- | ------------------- | ---------------------- | ---------------------- | ----------------- | ---------------------- | ------------------ | -------------------- | ----------------- | --------------- | ------------------ | ------------------ | ---------------------- | -------------- |
| 1967        | Lugano              | Feyenoord           | Lilla                  | Lierse                 | Hannover 96       | Zagłębie Sosnowiec     | Polonia Bytom      | IFK Göteborg         | Ruch Chorzów      | VSS Košice      | KB                 | Fortuna Düsseldorf | -                      | -              |
| 1968        | Norimberga          | Ajax                | Sporting Lisbona       | Feyenoord              | Español           | ADO Den Haag           | Karl-Marx-Stadt    | Hansa Rostock        | Slovan Bratislava | VSS Košice      | Lokomotíva Košice  | Odra Opole         | Eintracht Braunschweig | Legia Varsavia |
| 1969        | Malmö FF            | Szombierki Bytom    | Fürth                  | ZVL Žilina             | IFK Norrköping    | Jednota Trenčín        | Frem               | Wisła Cracovia       | Odra Opole        | -               | -                  | -                  | -                      | -              |
| 1970        | Slovan Bratislava   | Amburgo             | Sklo Union Teplice     | MVV                    | VSS Košice        | Eintracht Braunschweig | Slavia Praga       | Olympique Marsiglia  | Öster             | Wisła Cracovia  | Austria Salisburgo | Baník Ostrava      | Polonia Bytom          | -              |
| 1971        | Hertha Berlino      | Stal Mielec         | Servette               | Fotbal Třinec          | Åtvidaberg        | Eintracht Braunschweig | Austria Salisburgo | -                    | -                 | -               | -                  | -                  | -                      | -              |
| 1972        | Nitra               | IFK Norrköping      | Saint-Étienne          | Slavia Praga           | Slovan Bratislava | Eintracht Braunschweig | Hannover 96        | VÖEST Linz           | -                 | -               | -                  | -                  | -                      | -              |
| 1973        | Hannover 96         | Slovan Bratislava   | Hertha Berlino         | Zurigo                 | Rybnik            | Sklo Union Teplice     | Feyenoord          | Wisła Cracovia       | Nitra             | Öster           | -                  | -                  | -                      | -              |
| 1974        | Zurigo              | Amburgo             | Malmö FF               | Standard Liegi         | Slovan Bratislava | Spartak Trnava         | Duisburg           | Baník Ostrava        | VSS Košice        | CUF Barreiro    | -                  | -                  | -                      | -              |
| 1975        | SSW Innsbruck       | VÖEST Linz          | Eintracht Braunschweig | Zagłębie Sosnowiec     | Zbrojovka Brno    | Rybnik                 | Åtvidaberg         | Kaiserslautern       | Belenenses        | Čelik Zenica    | -                  | -                  | -                      | -              |
| 1976        | Young Boys          | Hertha Berlino      | Sklo Union Teplice     | Baník Ostrava          | Zbrojovka Brno    | Spartak Trnava         | Inter Bratislava   | Öster                | Djurgården        | Vojvodina       | Widzew Łódź        | -                  | -                      | -              |
| 1977        | Halmstad            | Duisburg            | Inter Bratislava       | Slavia Sofia           | Slavia Praga      | Frem                   | Jednota Trenčín    | Slovan Bratislava    | Öster             | Pogoń Stettino  | -                  | -                  | -                      | -              |
| Maggio 1978 | Újpest              | MTK Budapest        | Perugia                | Beerschot              | Saarbrücken       | Anversa                | Utrecht            | RWD Molenbeek        | Honvéd            | Ferencváros     | Lens               | Bochum             | -                      | -              |
| Luglio 1978 | Duisburg            | Slavia Praga        | Hertha Berlino         | Eintracht Braunschweig | Malmö FF          | Lokomotíva Košice      | Tatran Prešov      | Maccabi Netanya      | Grazer AK         | -               | -                  | -                  | -                      | -              |
| 1979        | Werder Brema        | Grasshoppers        | Eintracht Braunschweig | Bohemians ČKD Praga    | Spartak Trnava    | Zbrojovka Brno         | Pirin Blagoevgrad  | Baník Ostrava        | -                 | -               | -                  | -                  | -                      | -              |
| 1980        | Standard Liegi      | Bohemians ČKD Praga | Maccabi Netanya        | Sparta Praga           | Plastika Nitra    | Halmstad               | Malmö FF           | IFK Göteborg         | Elfsborg          | -               | -                  | -                  | -                      | -              |
| 1981        | Wiener SC           | Standard Liegi      | Werder Brema           | Budućnost              | Aarhus            | RWD Molenbeek          | IFK Göteborg       | Kickers Stoccarda    | RH Cheb           | -               | -                  | -                  | -                      | -              |
| 1982        | Standard Liegi      | Widzew Łódź         | Aarhus                 | Lyngby                 | Admira/Wacker     | Bohemians ČKD Praga    | Brage              | Öster Zbrojovka Brno | IFK Göteborg      | -               | -                  | -                  | -                      | -              |
| 1983        | Twente              | Young Boys          | Pogoń Stettino         | Maccabi Netanya        | Sloboda Tuzla     | Bohemians ČKD Praga    | IFK Göteborg       | Hammarby             | Videoton          | Vítkovice       | -                  | -                  | -                      | -              |
| 1984        | Bohemians ČKD Praga | Aarhus              | Fortuna Düsseldorf     | Standard Liegi         | AIK               | Malmö FF               | Videoton           | Maccabi Netanya      | Zurigo            | GKS Katowice    | -                  | -                  | -                      | -              |
| 1985        | Werder Brema        | Rot-Weiß Erfurt     | IFK Göteborg           | AIK                    | Wismut Aue        | Sparta Praga           | Górnik Zabrze      | Maccabi Haifa        | Baník Ostrava     | Újpest          | MTK Budapest       | -                  | -                      | -              |
| 1986        | Fortuna Düsseldorf  | Union Berlino       | Malmö FF               | Rot-Weiß Erfurt        | Sigma Olomouc     | Újpest                 | Brøndby            | Lyngby               | Lech Poznań       | IFK Göteborg    | Slavia Praga       | Carl Zeiss Jena    | -                      | -              |
| 1987        | Carl Zeiss Jena     | Pogoń Stettino      | Wismut Aue             | Tatabánya              | Malmö FF          | AIK                    | FK Etăr            | Brøndby              | -                 | -               | -                  | -                  | -                      | -              |
| 1988        | Malmö FF            | IFK Göteborg        | Baník Ostrava          | First Vienna           | Young Boys        | Kaiserslautern         | Ikast FS           | Carl Zeiss Jena      | Grasshoppers      | Karlsruhe       | Bayer Uerdingen    | -                  | -                      | -              |
| 1989        | Lucerna             | B 1903              | Swarovski Tirol        | Grasshoppers           | Tatabánya         | Næstved                | Örebro             | Sparta Praga         | Baník Ostrava     | Örgryte         | Kaiserslautern     | -                  | -                      | -              |
| 1990        | Neuchâtel Xamax     | Swarovski Tirol     | Lech Poznań            | Slovan Bratislava      | Malmö FF          | GAIS                   | Lucerna            | First Vienna         | Chemnitz          | Bayer Uerdingen | Odense             | -                  | -                      | -              |
| 1991        | Neuchâtel Xamax     | Losanna             | Austria Salisburgo     | Dukla B.B.             | B 1903            | Grasshoppers           | Bayer Uerdingen    | DAC Dunajská Streda  | Swarovski Tirol   | Örebro          | -                  | -                  | -                      | -              |
| 1992        | Copenaghen          | Siófok              | Bayer Uerdingen        | Karlsruhe              | Rapid Vienna      | Lyngby                 | Slovan Bratislava  | Aalborg              | Slavia Praga      | Lokomotiv GO    | -                  | -                  | -                      | -              |
| 1993        | Rapid Vienna        | Trelleborg          | IFK Norrköping         | Malmö FF               | Slavia Praga      | Zurigo                 | Young Boys         | Dinamo Dresda        | -                 | -               | -                  | -                  | -                      | -              |
| 1994        | Halmstad            | Young Boys          | AIK                    | Amburgo                | Békéscsaba        | Slovan Bratislava      | Grasshoppers       | Austria Vienna       | -                 | -               | -                  | -                  | -                      | -              |